# رفع أثقال

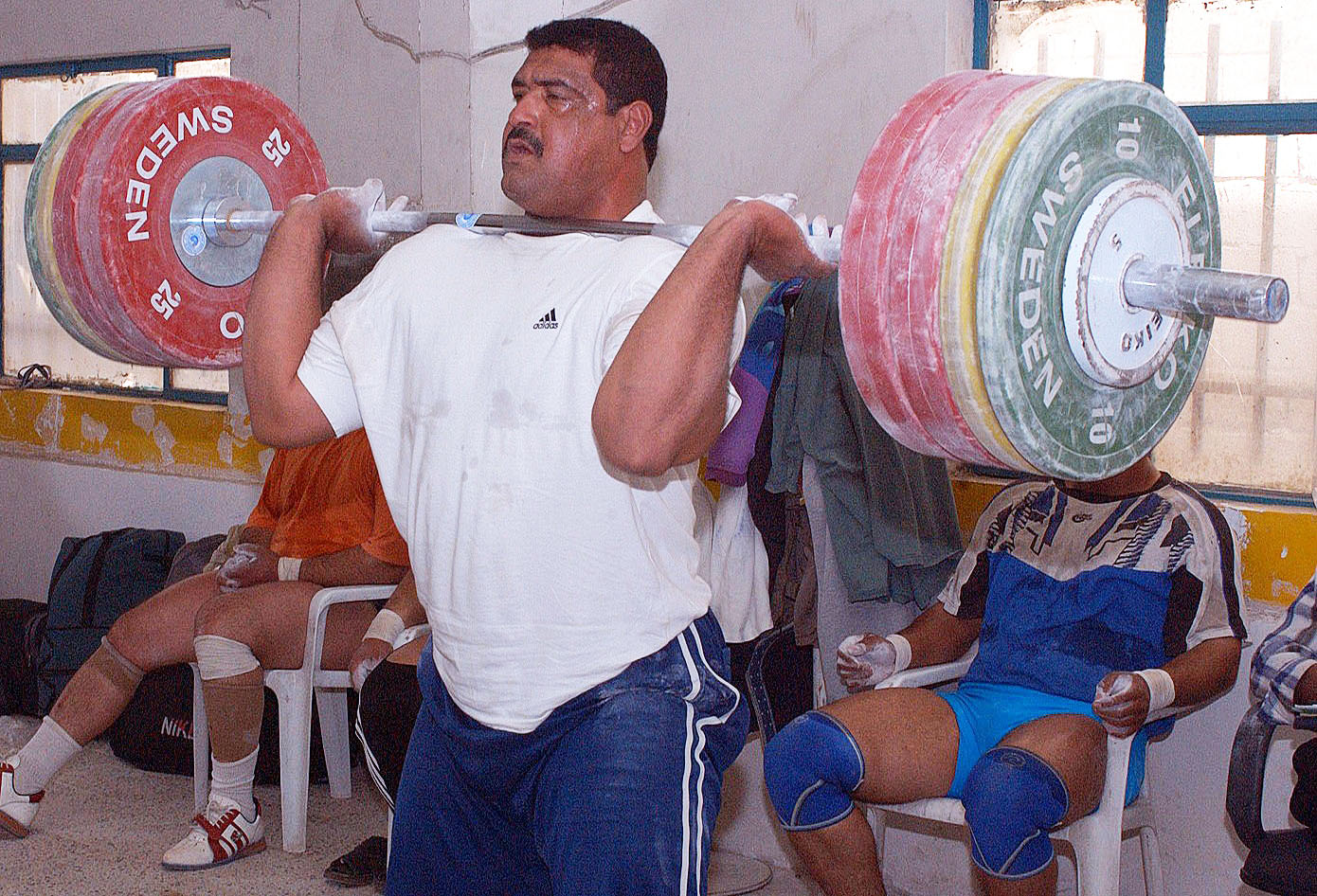
حامل أثقال من العراق

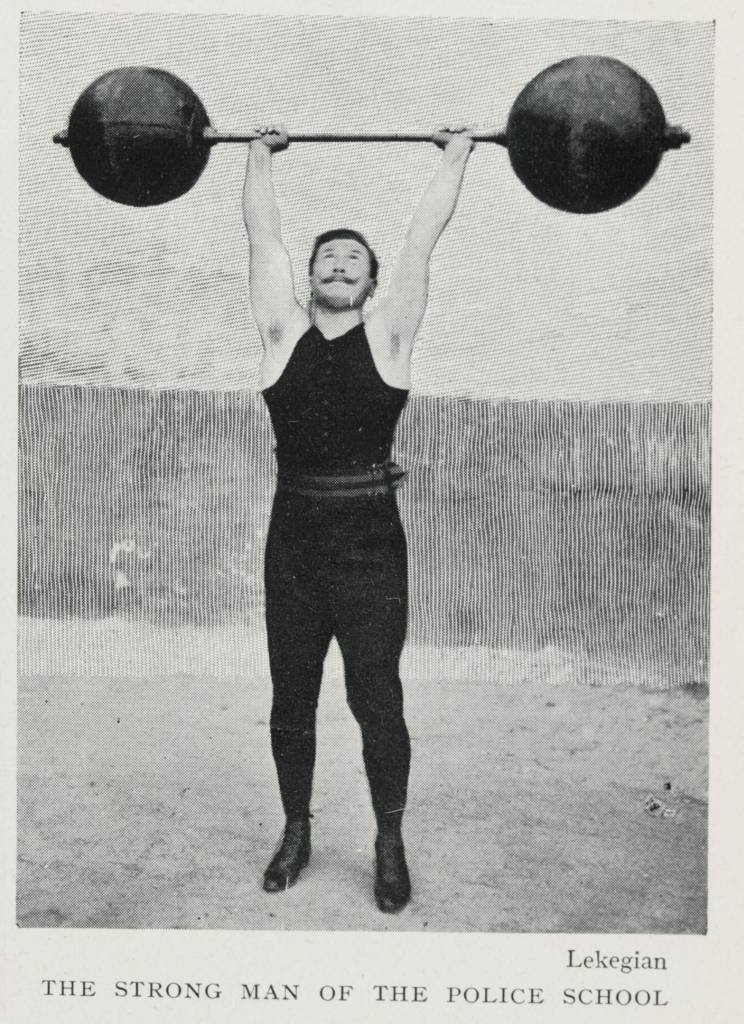
رافع أثقال في مدرسة الشرطة المصرية 1906م

رفع الأثقال الاوليمبية ( Olympic Weightlifting) هي رياضة أولميبية يقوم بها المشاركون ويطلق عليهم الرباعون بآداء رفعتين الأولى تسمى الخطف والثانية نتر ( Classic Clean and Jerk) وكانت هناك رفعة أخرى تسمى ( Clean and Press) تم حذفها بسبب صعوبة الحكم على الحركة السليمة لرافع الأثقال.
هناك اختلاف بين رفع الأثقال والتدريب بالأثقال وتدريبات القوة.
بمقارنة تدريبات القوة التي تختبر حدود القوة القصوى للمتدرب (مع أو بدون مساعد)،تمرين رفع الأثقال يختبر القوة الانفجارية (Explosive Strength) والحركة الانفجارية (Explosive Movement) مثل الحركتان الخطف والنتر يجب تطبيقها بشكل سريع معا تحكم بالوزن بسبب المسافة الذي سوف يقطعها الرباع خلال التطبيق.

## المنافسة

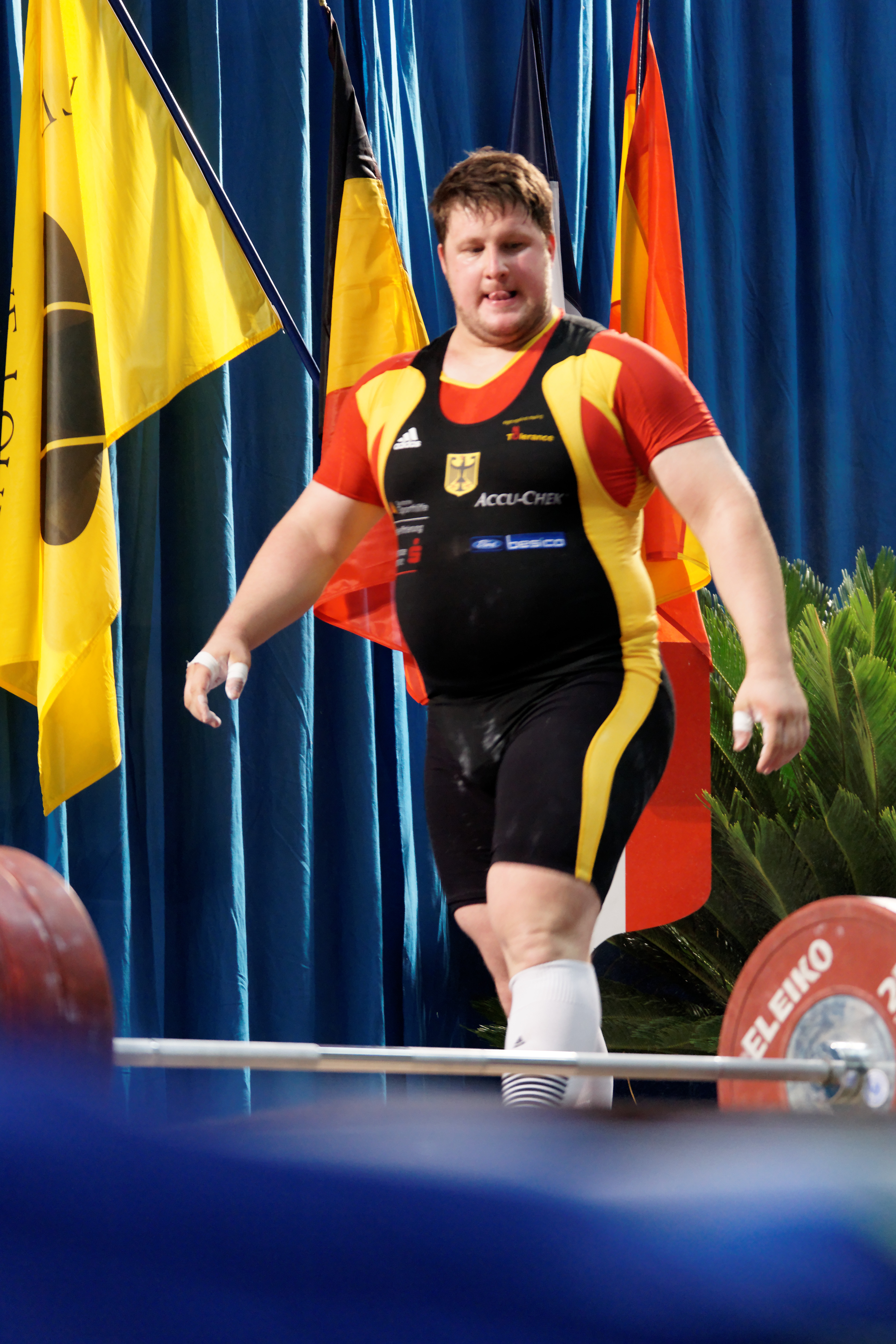
البطل الأولمبي الألماني ماتياس شتاينر

هذه الفئات تم وضعها من قبل المنظمة الدولية لرفع الأثقال مقرها في بودابست تأسست سنة 1905.
يتنافس المتنافسون في فئة واحدة من أصل ثمان فئات (سبع بالنسبة للسيدات) يتم تحديد الفئة بواسطة وزن كتلة الجسم:
- فئة الرجال:56 كغم، 62 كغم، 69 كغم، 77 كغم، 85 كغم، 94 كغم، 105 كغم وأكثر.
- فئة السيدات:48 كغم، 53 كغم، 58 كغم، 63 كغم، 69 كغم، 75 كغم، 75 كغم وأكثر.

فئة الرجال (الناشئين):50 كغم، 56 كغم، 62 كغم، 69 كغم، 77 كغم، 85 كغم، 94 كغم، 94+كغم

## القواعد الأساسية لرفع الأثقال والاحمال
كل متنافس يحظى بثلاث محاولات للخطف وثلاث محاولات للنتر والفائز هو الذي يحصل على المجموع الكبير من مجموع المحاولات التي قام برفعها (الخطف + النتر = X).
كل محاولة يتم تقييمها بواسطة ثلاث حكام (علم أبيض ومعناه أن المحاولة جيدة، علم أحمر ومعناه محاولة ملغية، أو «لا تحسب».) المحاولة الجيدة هي التي تحصل على عدد ثلاث أعلام أو علمين من الحكام.

## التاريخ
- كان أول ظهور لرياضة رفع الأثقال عام 1896 في أثينا تم إلغاؤها سنة 1900 وعادت سنة 1904 وأصبحت منذ عام 1920 رياضة معتمدة.
- الاتحاد الدولي لرفع الأثقال تم تأسيسها سنة 1905 وكان فيها 14 عضو دولي معتمد لوضع اللوائح والقواعد للمتنافسين وتراقب المسابقات الدولية.